# Mario Nandayapa
Mario Artemio Aguilar Nandayapa (Chiapa de Corzo, 19 de octubre de 1964), más conocido como Mario Nandayapa, es un escritor y académico mexicano.  

## Reseña biográfica
Ha ocupado cargos y ha asesorado en las áreas de investigación, difusión y docencia en México, España, Francia, Chile, Perú, Colombia, Costa Rica, Nicaragua y Guatemala. Fue director fundador del Centro Cultural Exconvento de Santo Domingo de Chiapa de Corzo, y en la actualidad es catedrático de la Universidad Autónoma de Chiapas (UNACH), director de la Fundación IberoAmericana (Chile), Cronista Oficial del Ateneo de Ciencias y Artes de Chiapas, delegado en Chiapas de la Asociación de Escritores de México A.C, miembro del Seminario de Cultura Mexicana y de la Sociedad de Escritores de México. Fue miembro en tres períodos del Sistema Nacional de Investigadores (Conacyt) y actualmente pertenece al Sistema Nacional de Creadores de Arte (SNCA) del Fondo Nacional para la Cultura y las Artes (2020-2023). A su vez, coordina el Comité Académico “500 años de cultura mestiza en Chiapas 1524-2024” dependiente de la Fundación General Ángel Albino Corzo.